# Alois Beer (1840)
Alois Beer (4. červen 1840, Budapešť – 19. prosinec 1916, Klagenfurt am Wörthersee) byl rakouský c. a k. dvorní a námořní fotograf.

## Zajímavosti
- Přibližně v letech 1885–1890 vydal sérii pohledů z Prahy [2]
- V jeho ateliéru v Klagenfurtu se učil v letech 1892–1896 jeho synovec, pozdější známý kreslíř a ilustrátor Alfred Kubin.

## Výstavy
- 2017 Alois Beer 1900-1910. Photographic Panoramas of Garda from the Kriegsarchiv Collections in Vienna, Museo Alto Garda, Riva del Garda, kurátor: Alberto Prandi.[3]

## Dílo

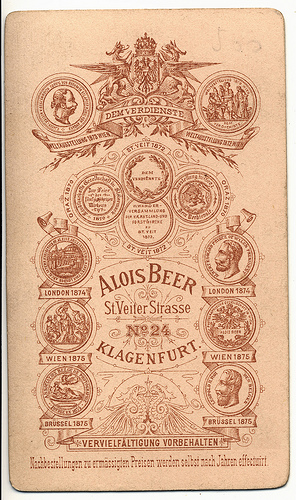
Revers ateliérové fotografie
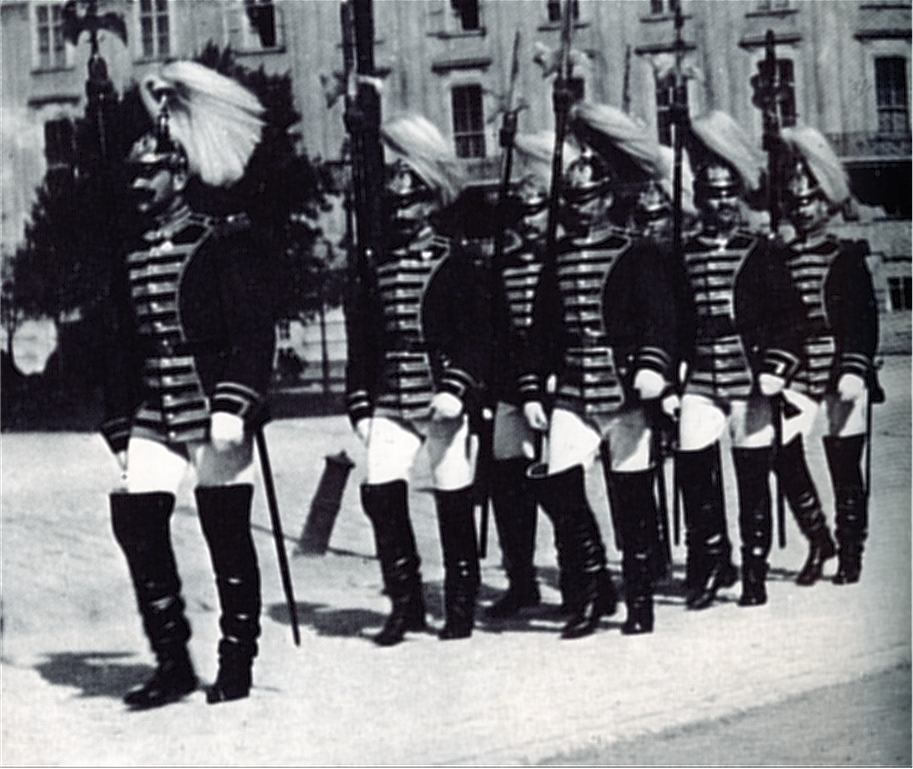
Císařská garda v roce 1900
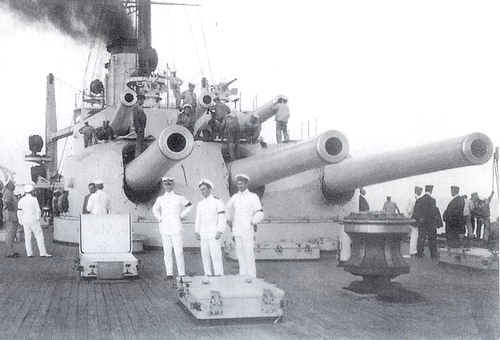
Na palubě SMS Tegetthoff
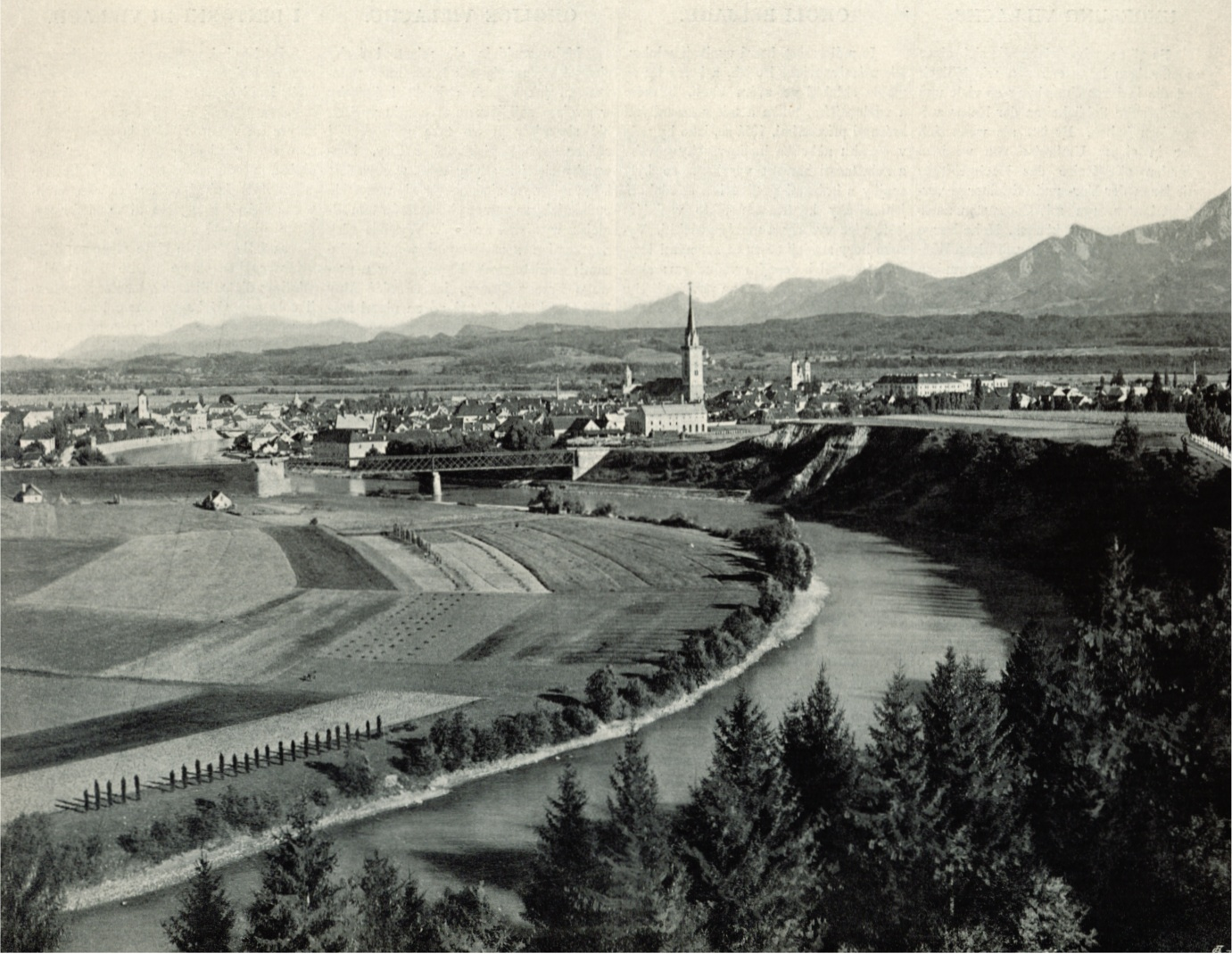
Villach v roce 1898
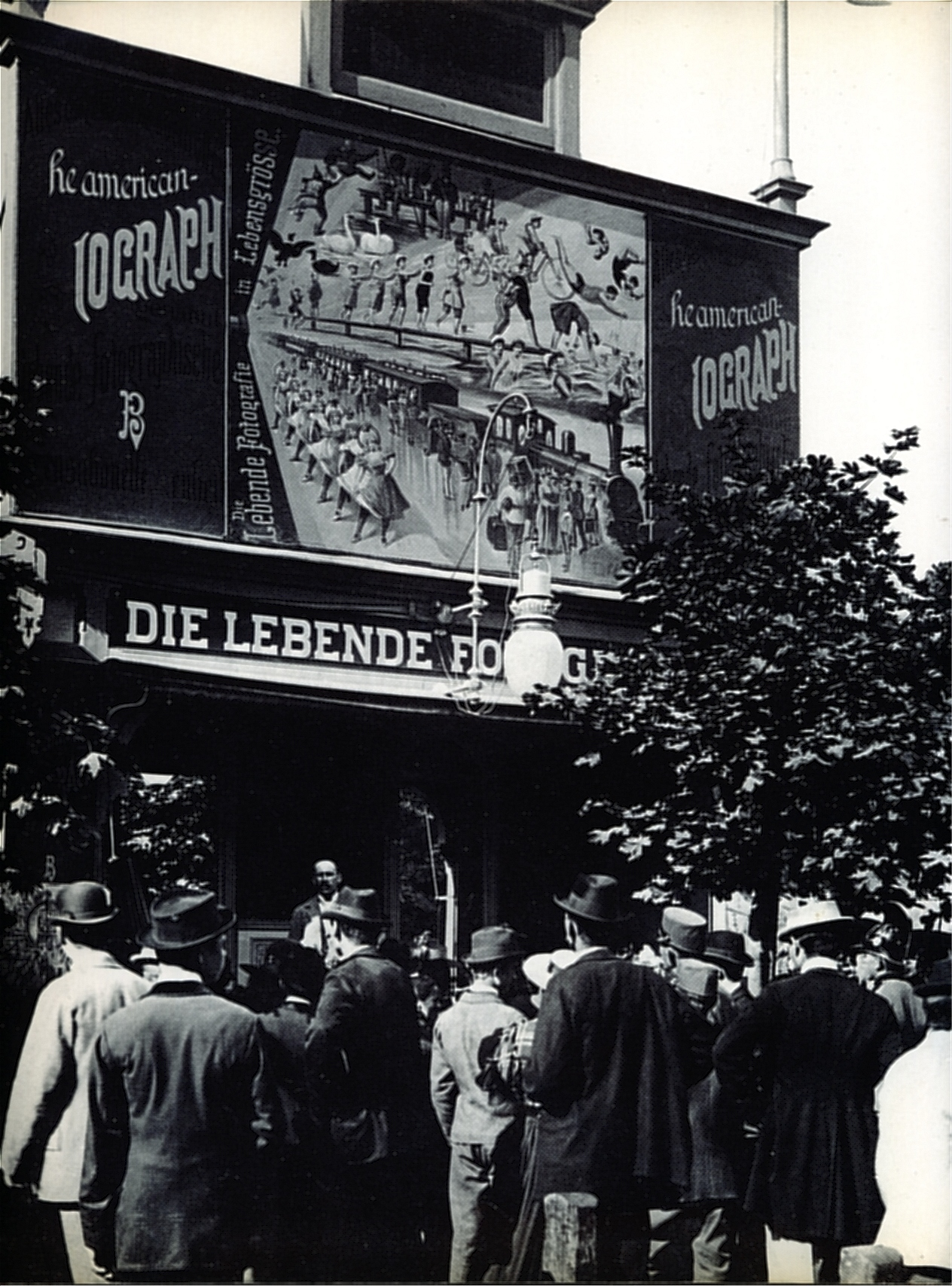
Kinematograf v Prateru v roce 1900